# Zeven
Zeven város Németországban, azon belül Alsó-Szászország tartományban. Lakosainak száma 14 376 fő (2023. december 31.). Zeven Ostereistedt és Kirchtimke községekkel határos.

## A Város részei
- Aspe
- Badenstedt
- Bademühlen
- Brauel
- Brüttendorf
- Oldendorf
- Wistedt[2]
- Zeven

## Népesség
A település népességének változása:
| Lakosok száma | 13 760 | 13 797 | 13 852 | 13 809 | 13 828 | 14 216 | 14 376 |
|               | 2015   | 2016   | 2017   | 2019   | 2021   | 2022   | 2023   |

## Galéria

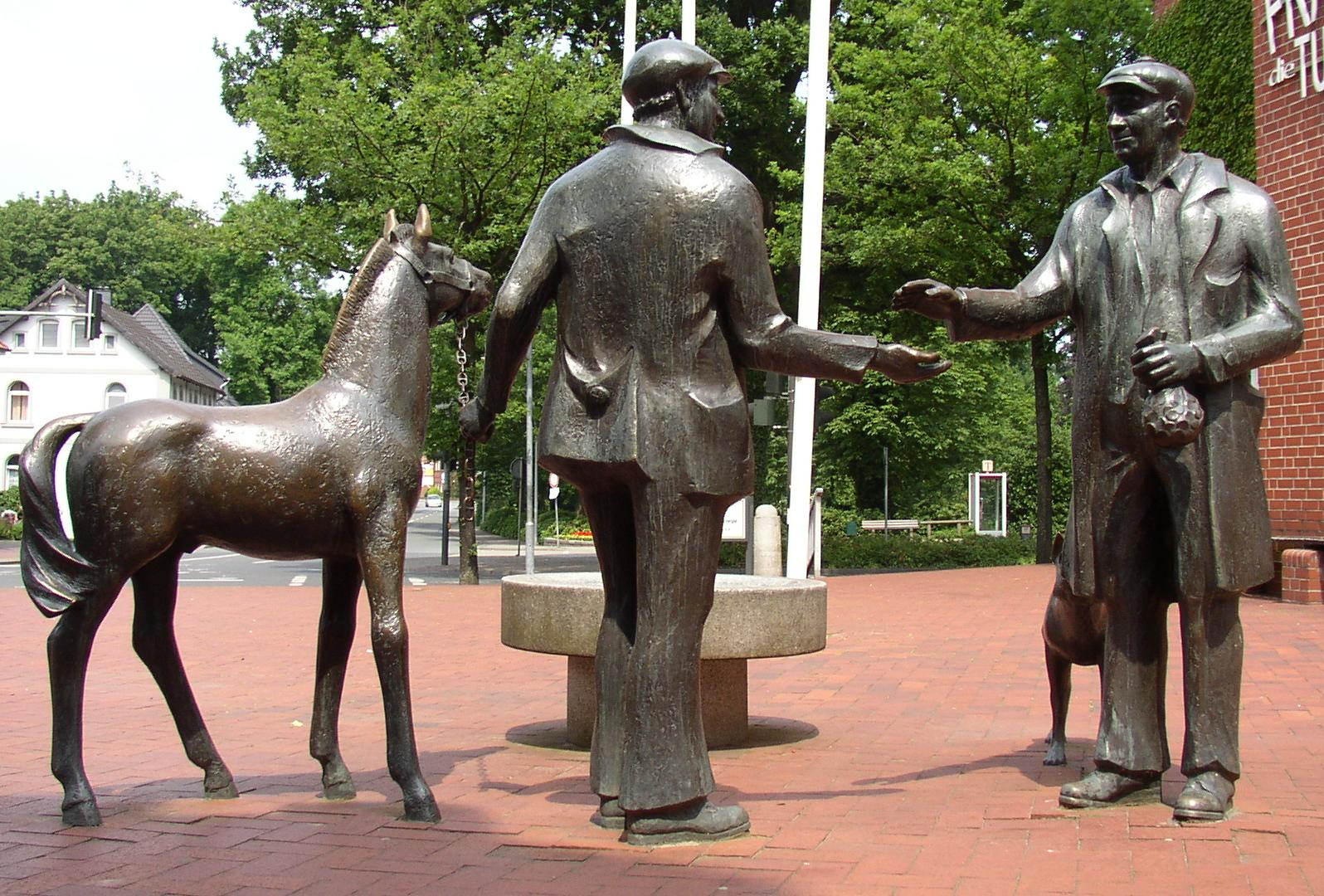
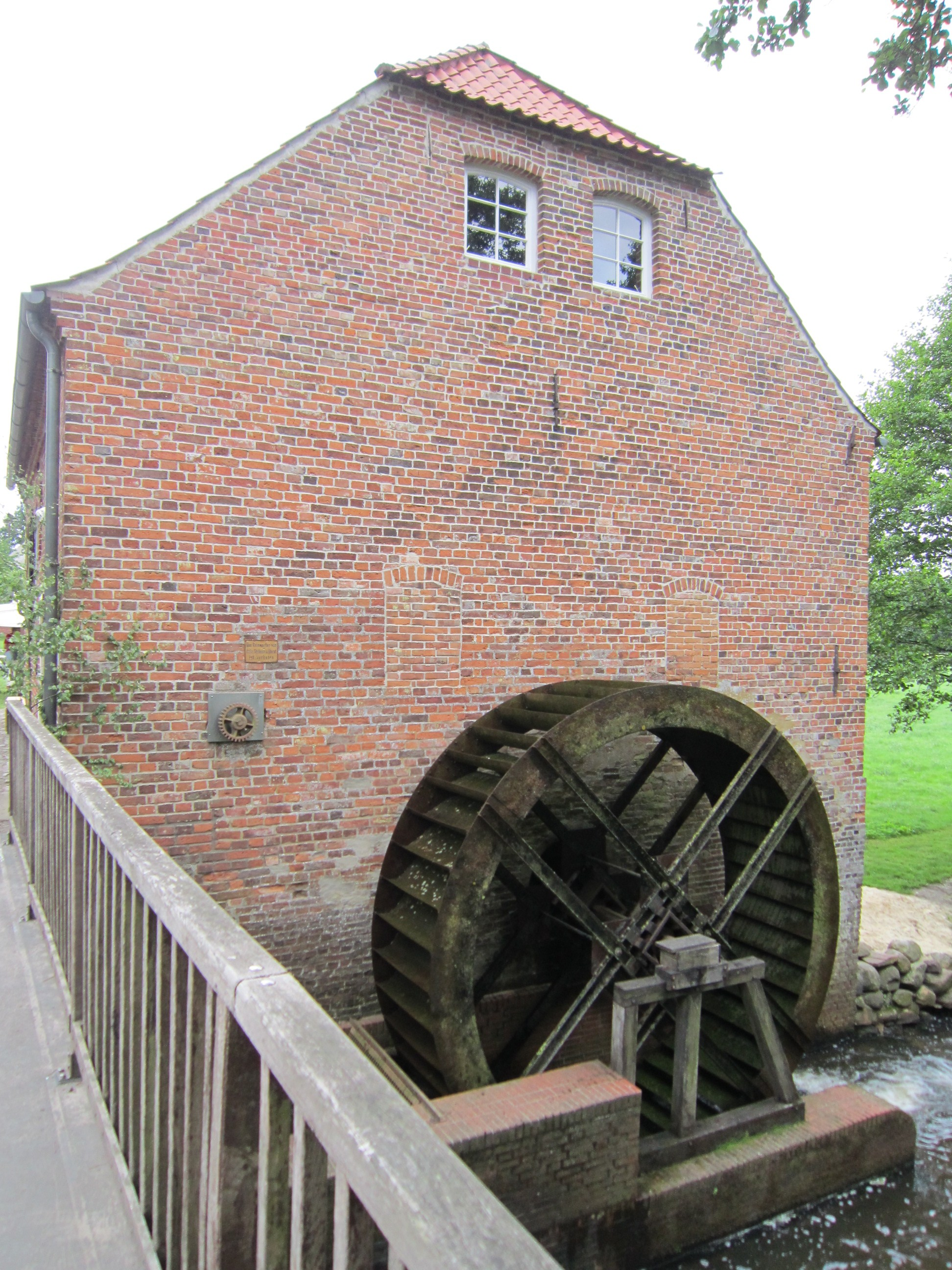
A vízimalom
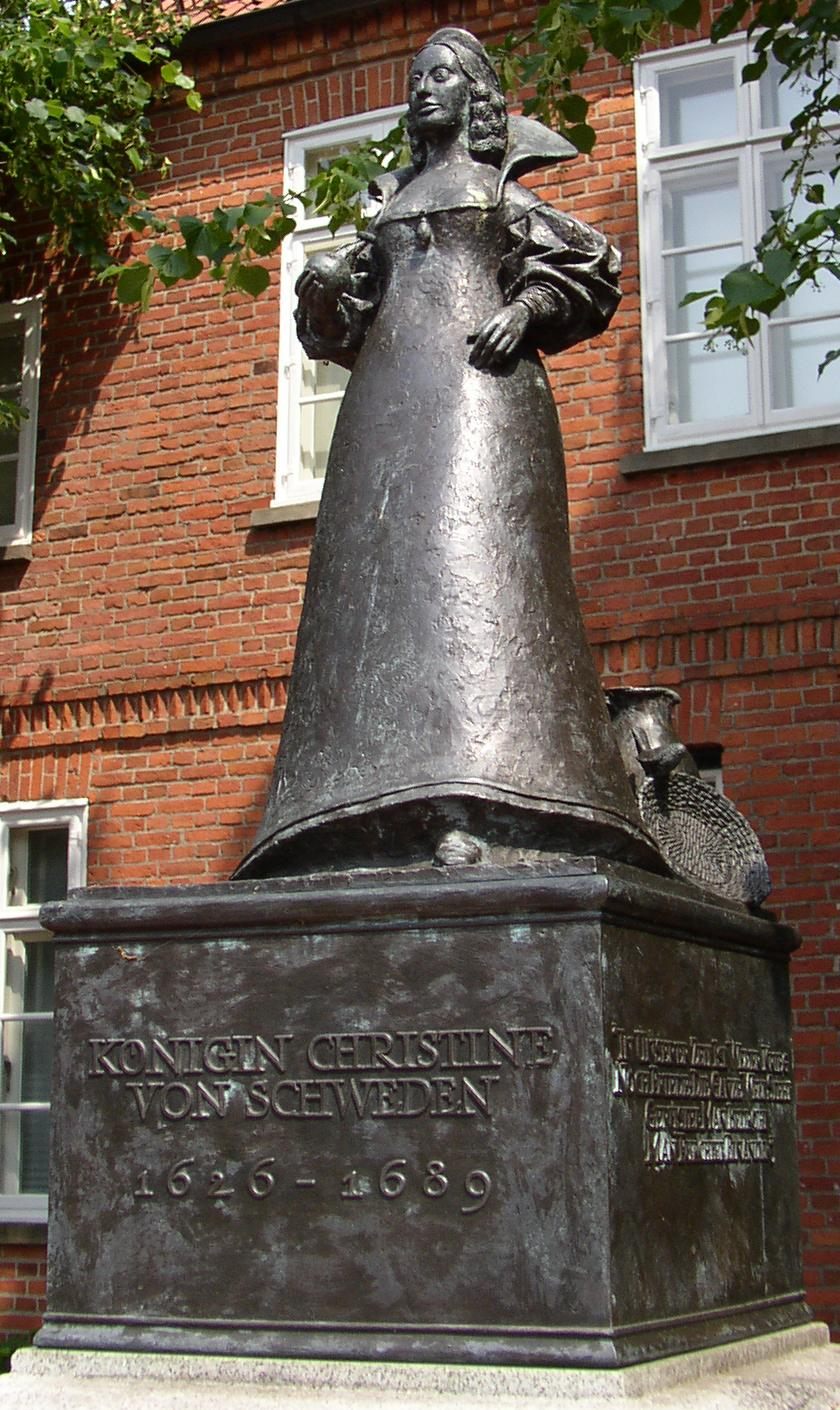
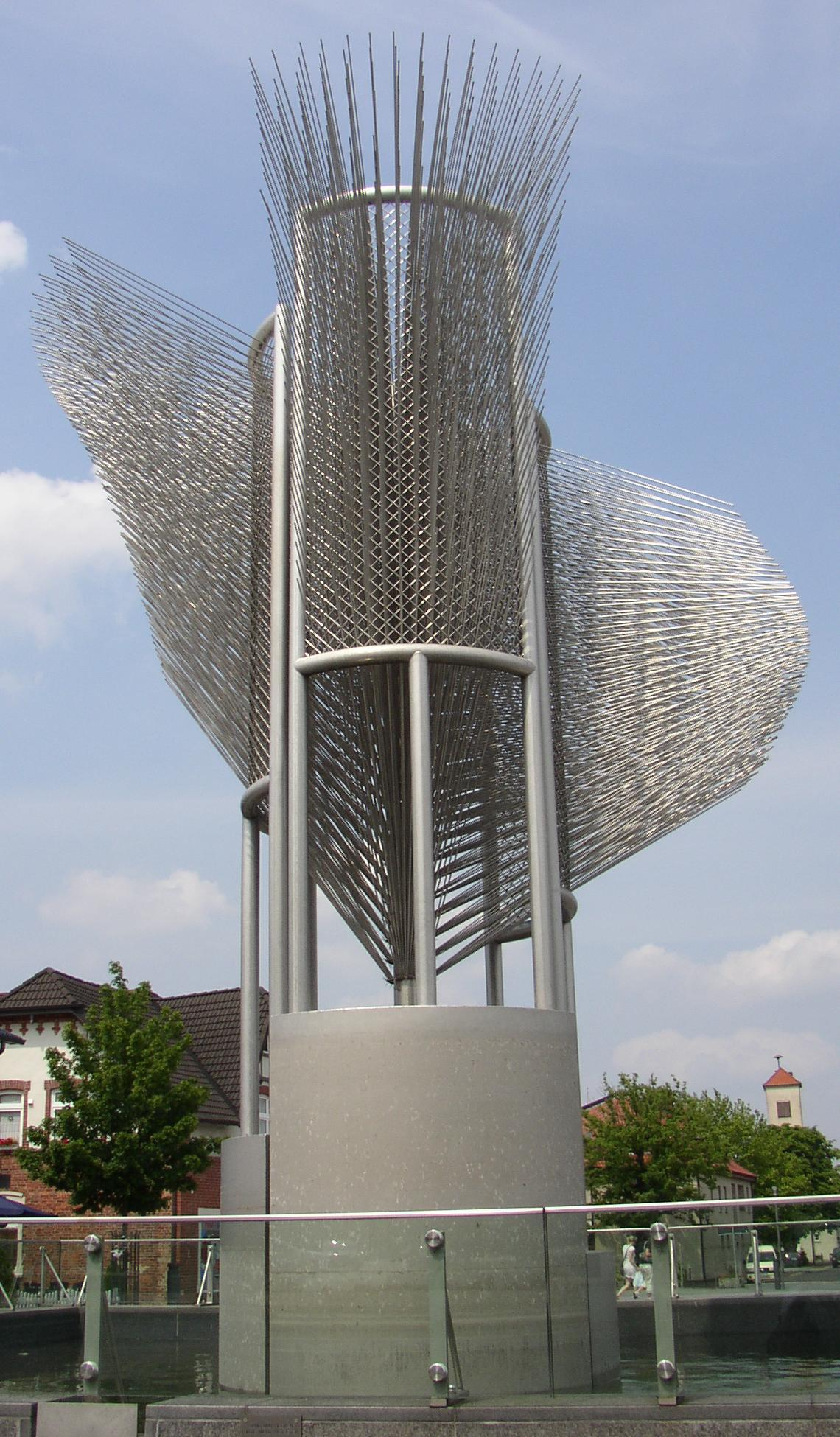
A Vitus kút
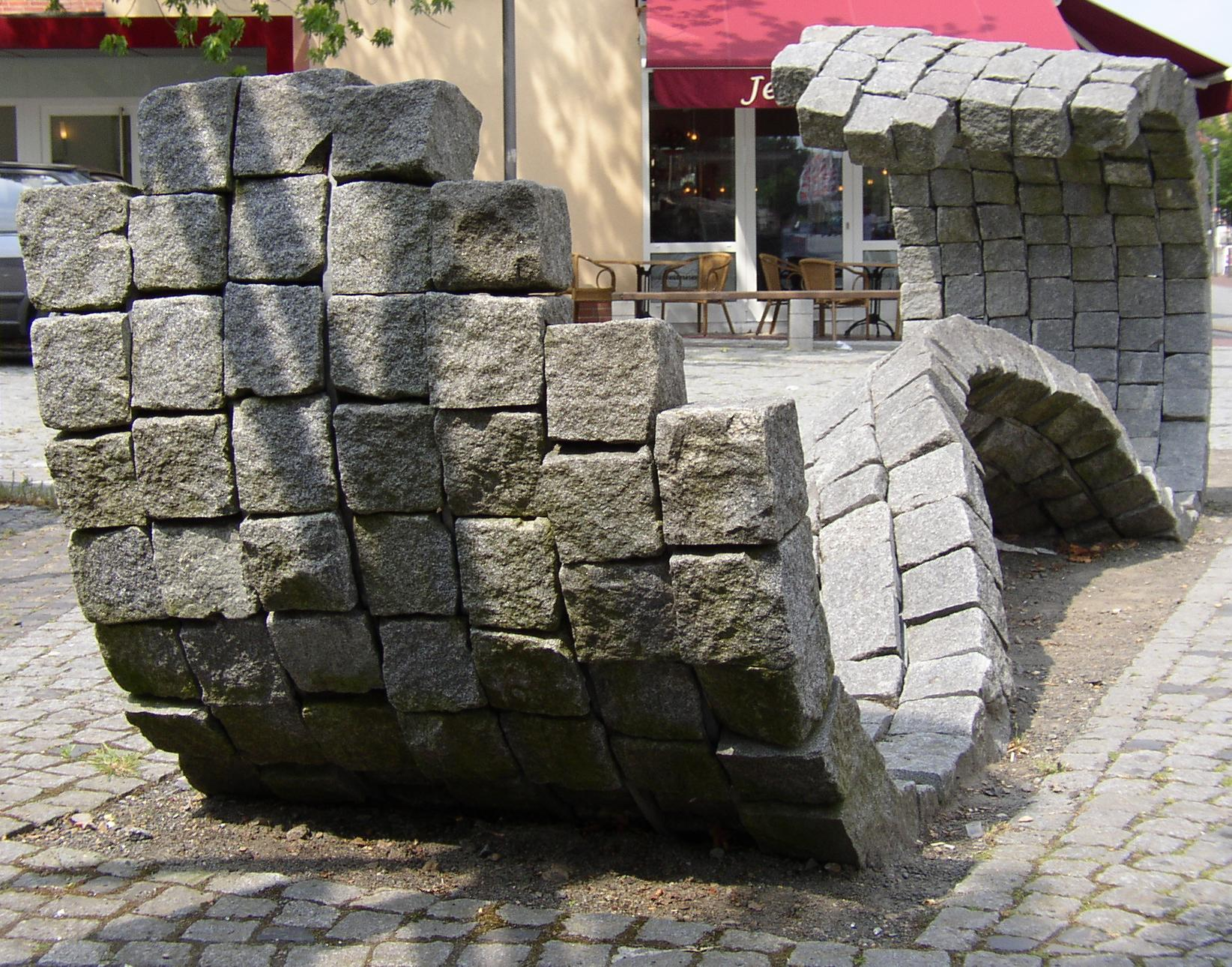